# Macrochilo absorptalis
Macrochilo absorptalis là một loài bướm đêm thuộc họ Noctuidae. Nó được tìm thấy ở Manitoba tới Nova Scotia, phía nam đến Georgia và Texas.
Sải cánh dài khoảng 22 mm. Con trưởng thành bay từ tháng 5 đến tháng 9. Có một lứa một năm in the north. There are two hoặc more generations southward.